# محمد مدیحی
محمد مدیحی (انگلیسی: Mohamed Madihi؛ زادهٔ ۱۵ فوریهٔ ۱۹۷۹) بازیکن فوتبال اهل مراکش بود.
از باشگاه‌هایی که در آن بازی کرده‌است می‌توان به باشگاه فوتبال ارتش سلطنتی مراکش، باشگاه فوتبال القادسیه عربستان سعودی، باشگاه فوتبال الوداد کازابلانکا، و باشگاه فوتبال مغرب تطوان اشاره کرد.
وی همچنین در تیم ملی فوتبال مراکش بازی کرده‌است.